# Mircea Dușa
Mircea Dușa (Maroshévíz, 1955. április 1. – 2022. december 19.) román politikus, parlamenti képviselő, a Victor Ponta vezette kormányokban előbb belügyminiszter (2012), majd nemzetvédelmi miniszter (2012-től).

## Életpályája
A székelyföldi Maroshévízen született. Egyetemi tanulmányait 1998-ban végezte a Bukaresti Egyetem Gazdaságtudományi Karán. Két gyermek édesapja, felesége Ana Dușa, ügyész.

## Politikai tevékenysége
1976-tól számos funkciót töltött be Maroshévíz városának Néptanácsában. A forradalom után is politikailag aktív maradt, így 1996-ban a város polgármesterévé választották. 2001–2004 között Hargita megye prefektusa, ezután 2004–2008 között parlamenti képviselő volt a Szociáldemokrata Párt (PSD) színeiben.

### Magyarellenes nézetei
Bár székelyföldi születésű, román nemzetiségűként többször is hangot adott véleményének, miszerint a túlnyomóan magyar többségű Székelyföldön élőknek nincs joga etnikai alapú területi autonómiához. 2003-ban elítélte az autonómia-törekvésekre irányuló tüntetéseket, és hangot adott azon véleményének is, hogy szerinte az alkotmányban szavatolt gyülekezési jog azokra nem érvényes, akik az alkotmány első cikkelyének rendelkezései ellen tüntetnek. A Hargita megyei magyar lakosság nemtetszését kiváltva 2015 júniusában egy kirívóan nagyméretű román nemzeti lobogó avatását rendezte meg Csíkszeredában.